# Bredblad-familien
Bredblad-familien (Strophariaceae) er en familie i Bladhat-ordenen.
| Slægter |

- Bredblad (Stropharia)
- Svovlhat (Hypholoma)
- Skælhat (Pholiota)
- Skælhat (Kuehneromyces)
- Nøgenhat (Psilocybe), bl.a. spids nøgenhat, troldnøgenhat

| Svampe | Spire Denne artikel om svampe er en spire som bør udbygges. Du er velkommen til at hjælpe Wikipedia ved at udvide den. |